# Der fremde Sohn
Der fremde Sohn (Originaltitel Changeling; englisch für „Wechselbalg“, „Kuckuckskind“) ist ein US-amerikanischer Thriller aus dem Jahr 2008. Regie führte Clint Eastwood; das Drehbuch, basierend auf dem wahren Fall der Wineville-Chicken-Coop-Morde, schrieb J. Michael Straczynski.

## Handlung
Los Angeles im Jahr 1928. Christine Collins ist erfolgreiche Abteilungsleiterin in einer Telefonvermittlung. Sie springt an einem Samstag für eine erkrankte Kollegin ein und lässt ihren neunjährigen Sohn Walter allein zu Haus. Abends ist Walter spurlos verschwunden.
Fünf Monate später präsentiert ihr die Polizei als Fahndungserfolg unter großem Presserummel einen neunjährigen Jungen, der behauptet, Christines Sohn zu sein. Obwohl er anders aussieht, zehn Zentimeter kleiner als Walter und im Gegensatz zu diesem beschnitten ist und auch Walters Lehrerin und Zahnarzt beteuern, der Junge könne nicht Walter sein, betrachtet die korrupte Polizei den Fall als abgeschlossen und stellt die protestierende Christine als emotional verwirrt und schließlich gar als schlechte Mutter dar, die ihren Jungen gar nicht wiederhaben wolle. Pfarrer Briegleb aus der Nachbarschaft steht ihr zur Seite, obwohl sie nicht zu seiner Gemeinde gehört, und rät ihr, sich an die Öffentlichkeit zu wenden, um die Polizei unter Druck zu setzen. Da wird sie vom Polizeicaptain in eine psychiatrische Klinik eingewiesen, wo sie auf weitere unliebsame Personen trifft, die dort festgehalten und mit Medikamenten oder – bei Renitenz – mit Elektroschocks ruhiggestellt werden.
Pfarrer Briegleb gelingt es mit Hilfe eines renommierten Anwalts, der den Fall aus persönlicher Überzeugung ohne Bezahlung übernimmt, alle polizeilichen Gefangenen aus der Klinik zu holen und Christine zu ermutigen, konsequent weiter gegen die korrupte Polizei vorzugehen. Zwischenzeitlich wurde ein grausamer Serienmord an insgesamt 20 Jungen in Wineville entdeckt, kurz darauf wird der dringend tatverdächtige Gordon S. Northcott festgenommen. Ein Mittäter hat Walter auf einem Foto als einen seiner Gefangenen erkannt. Es bleibt jedoch unklar, ob er getötet wurde oder entkommen ist.
Christine nimmt an zwei Prozessen als Zeugin teil: Im ersten wird der leitende Mitarbeiter der Polizei von Los Angeles, der Christine in die Psychiatrie einweisen ließ, wegen erheblicher Pflichtverletzungen und Eigenmächtigkeiten suspendiert, sein Chef und der Bürgermeister müssen zurücktreten. Im zweiten wird der intelligenzgeminderte Northcott zum Tode verurteilt und nach San Quentin überstellt. Schließlich wird auch die Familie von Arthur Hutchins gefunden, dem falschen Walter. Bei seiner Abfahrt sagt er, es sei nicht seine Idee gewesen, sich als Walter auszugeben, sondern die Polizei habe ihn dazu gedrängt.
Zwei Jahre darauf bestellt Northcott per Telegramm Christine für den Vorabend seiner Hinrichtung zu sich ins Gefängnis, um ihr Gewissheit über Walters Schicksal zu geben. Doch als sie zu seiner Überraschung tatsächlich erscheint, ist er nicht mehr dazu bereit und weicht aus, obwohl sie ihn unter Druck setzt und bedroht. Aus Andeutungen lässt sich entnehmen, dass er dazu gedrängt wurde, den Mord an Walter einzugestehen, dies bezeichnet er jedoch nun als Lüge, die er vor seinem Tod nicht mehr auf sich laden will.
Fünf Jahre später meldet sich ein Junge namens David Clay bei der Polizei und berichtet, er sei unter den Gefangenen des Mörders gewesen, habe jedoch mit Walter und einem dritten Jungen nachts fliehen können. Als er selbst im Zaun festhing, sei Walter, der schon im Freien war, zurückgelaufen und habe ihm geholfen, so dass er Walter sein Leben verdanke. Er habe sich dann aber allein durchgeschlagen und die zwei anderen Jungen nicht wiedergesehen.
Christine ist stolz auf Walters tapferes Verhalten und bekommt trotz dessen weiterhin ungewissem Schicksal neue Hoffnung. Ein zum Schluss eingeblendeter Text sagt, dass sie ihr ganzes Leben lang weiter nach ihm gesucht hat.

## Hintergrund

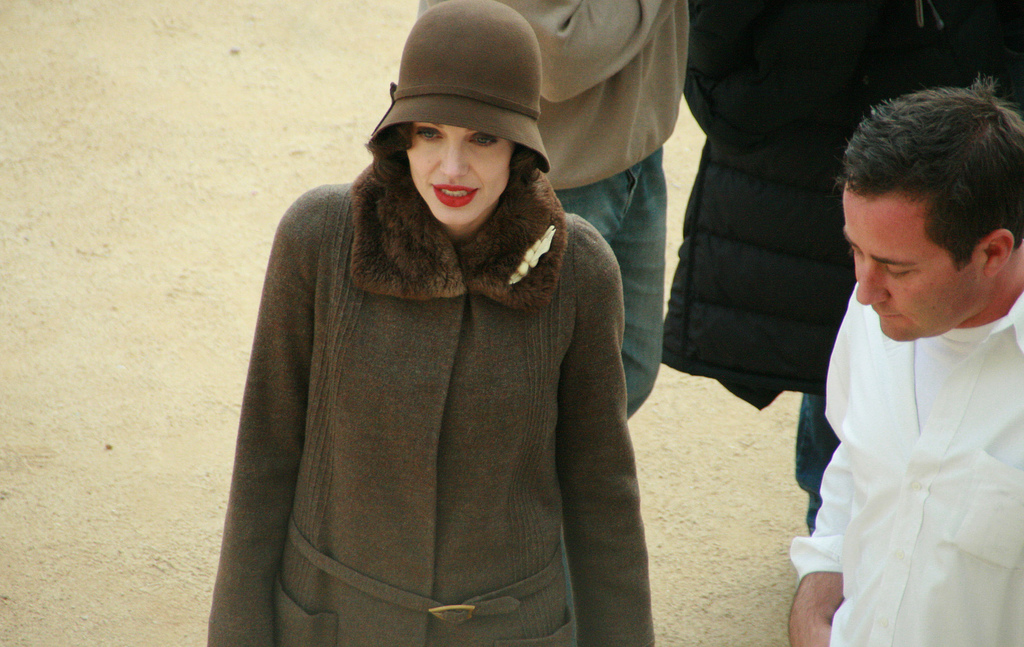
Angelina Jolie am Set des Films

Das Projekt wurde seit Sommer 2006 vorbereitet, nach den ersten Planungen sollte Ron Howard Regie führen. Später wurde Clint Eastwood verpflichtet, dessen Unternehmen Malpaso und der dort beschäftigte Manager Robert Lorenz den Film mitproduzierten.
Der Film wurde in Los Angeles, in Pasadena und in einigen anderen kalifornischen Orten gedreht. Das historische Bahnhofsgebäude Santa Fe Depot in San Bernardino wurde für den Dreh im Stil der 1920er Jahre ausstaffiert.
Seine Weltpremiere fand auf den Internationalen Filmfestspielen von Cannes 2008 statt. In Deutschland wurde der Film erstmals am 4. November 2008 auf dem 22. internationalen Filmfest in Braunschweig gezeigt. Der breite Kinostart war in den Vereinigten Staaten am 31. Oktober 2008 und in Deutschland am 22. Januar 2009.

## Themen
„Mit schamloser Dreistigkeit machen sich die Polizisten hier die Wirklichkeit gefügig, als wäre sie nur das Material eines Drehbuchs“, meinte epd Film. Ähnlich urteilte die Süddeutsche Zeitung, dass hier eine eigenmächtige Staatsbürokratie ihre eigene Realität schaffe, und stellte einen Bezug zum Realitätsverständnis der Bush-Regierung und Guantánamo her.

## Kritik
„Der nach einem tatsächlichen Fall aus den späten 1920er-Jahren erzählte Film vermeidet weitgehend jede zusätzliche Dramatisierung und unterläuft erfolgreich sentimentale Erwartungshaltungen. Die zweite Hälfte des langen Films krankt an einigen Klischees, was ihn aus seinem inszenatorischen Gleichgewicht zu bringen droht.“

Die deutschsprachige Filmkritik legte ein besonderes Augenmerk auf die schauspielerische Leistung Jolies. Manchen Kritikern fiel auf, dass sie zurückgenommen spiele, Eastwood sie zum Glück an die Leine genommen habe. Ein Teil der Kritik fand sie „ergreifend verletzlich“, sie werfe sich mit Beben verursachender Energie in ihre Rolle, und die gespielte charakterliche Wandlung sei ein atemberaubendes Erlebnis. Sie bringe hier die beste Leistung ihrer Laufbahn, spiele „überzeugend wie noch nie“ oder gar oscarreif. Demgegenüber lautete eine Einschätzung, sie könne ihren früheren grandiosen Leistungen keine neuen Facetten hinzufügen, und sei gar dem absurden Schluss darstellerisch nicht gewachsen. Von Malkovich heißt es, er liefere eine Glanzleistung oder „exaltiert wie immer“. Ein anderes Urteil war, die Starpersona von Jolie wie von Malkovich sei zu groß und ablenkend für diese Rollen.
Zu Eastwoods Musik meinte die Frankfurter Rundschau, ihr Wesen entspreche einer Litanei, und der Tagesspiegel, sie dröhne fürchterlich. Die Meinungen zu seiner Regie ähnelten sich; der Film sei solide, aber ohne Überraschungen, er inszeniere geradlinig, ökonomisch, hochkonzentriert mit einem fokussierten Blick aufs Wichtigste. Er lasse auch gefühlsmäßig frösteln, erzähle „ungeschönt und brutal“, beklemmend und erhaben. Der Zuschauer erfahre die Ausgrenzung der Heldin am eigenen Leib. Für Spiegel Online jedoch bleibt das Mitgefühl des Zuschauers für die Hauptfigur auf der Strecke; die Hauptfigur sei einseitig durch ihr Leiden charakterisiert. Dennoch nannte diese Rezension den Film vielschichtig; der taz zufolge ist er facettenreich und wächst zu epischem Format heran. Mit zunehmender Spieldauer, so der Tagesspiegel, werde die Erzählung immer langatmiger und unplausibler. Der Standard fand den Mittelteil am überzeugendsten, danach franse die Geschichte aus.
Der Tagesspiegel war von der Dramaturgie nicht überzeugt, denn sie gehe zu hastig von einem Genre zu anderen. Die vielen Volten durch die Genres, etwa radikal vom nostalgischen Mutterdrama zum Irrenhaus-Horror, fielen noch weiteren Kritikern auf, sie werteten dies aber wohlwollend als permanentes Unterlaufen von Erwartungen, wobei die Wechsel vollkommen natürlich erschienen und die Stile harmonisch zusammengeführt würden. Die Neue Zürcher Zeitung bemängelte dafür eine zu deutliche Trennung in Gut und Böse. Mehrere Besprechungen sahen Ähnlichkeiten mit Chinatown, L.A. Confidential und  Die Schwarze Dahlie, Spiegel Online erklärte den Fremden Sohn mit diesen Filmen für ebenbürtig.

## Auszeichnungen
Der Film konkurrierte bei den Internationalen Filmfestspielen von Cannes 2008 erfolglos um die Goldene Palme. Regisseur Clint Eastwood wurde gemeinsam mit der französischen Schauspielerin Catherine Deneuve (Ein Weihnachtsmärchen) mit einem Spezialpreis der Wettbewerbsjury geehrt.
Der Film wurde dreifach für die Oscarverleihung 2009 nominiert, darunter Angelina Jolie in der Kategorie Beste Hauptdarstellerin.
Die Deutsche Film- und Medienbewertung FBW in Wiesbaden verlieh dem Film das Prädikat besonders wertvoll.

### Gespräche
- Mit Angelina Jolie in Der Spiegel, Nr. 3/2009 vom 12. Januar 2009, S. 132: „Familie ist uns wichtiger als Film“

### Kritikenspiegel
- Cinema Nr. 2/2009, S. 36–38, von Jochen Schütze: Der fremde Sohn[15]
- Anke Sterneborg: Der fremde Sohn in: epd Film Nr. 1/2009, S. 44–45[8] (; Regie und Jolie lobend erwähnt)
- Daniel Kothenschulte: Eine stumme Predigt in: Frankfurter Rundschau, 22. Januar 2009, S. 33: „Meisterstück“; fokussiert und beklemmend, Jolie gut wie noch nie
- Helmut Merker: It happened one night in: Ray Nr. 12/2008:[20] faktenüberfrachtet, ungenügend dramatisiert, verliert sich in zuvielen Stilen, nur Jolie hat Größe, Malkovich manieriert
- Christina Krisch: Angelina Jolie in "Changeling – Der fremde Sohn" in: Kronen Zeitung vom 22. Jänner 2009:[21] „ein weiteres Meisterwerk von Eastwood“; komplex, fesselnd und fordernd, „Jolie in einer ihrer besten Rollen“
- Christoph Egger: Kurzkritik in: Neue Zürcher Zeitung, 22. Januar 2009, S. 41: „solide, aber ohne Überraschungen“
- Julia Evers: Durch das Martyrium einer Mutter in: Oberösterreichische Nachrichten, 24. Januar 2009:[22] kein Meisterwerk; nicht gebrochene Klischees, unklare Motivationen
- Die Presse, 22. Januar 2009, nicht gezeichnet: Filmkritik: „Der fremde Sohn“
(Jolie erbringt bemerkenswerte Leistung)
- Andreas Borcholte: Übermama Jolie gegen Täubchen Paltrow in: Spiegel Online, 20. Mai 2008[17]
(gemischt; vielschichtig, hochkonzentriert und visuell perfekt, aber Heldin lässt kalt)
- Süddeutsche Zeitung, 21. Januar 2009, S. 11, von Tobias Kniebe
(positiv)
- Der Standard, 21. Januar 2009, S. 24, von Isabella Reicher: Eine Frau, die gegen eine Stadt aufbegehrt
(fehlbesetzt, nur mittlerer Filmteil überzeugt, bietet aber noch genug Interessantes)
- Christina Tilmann: Allein mit der Wahrheit in: Der Tagesspiegel, 22. Januar 2009, S. 27:[23] eher negativ; „die Leinwand scheint zu beben vor der Energie“, Dramaturgie und Musik missraten
- Bert Rebhandl: Unglückliche Familienzusammenführung in: taz, 22. Januar 2009, S. 15:[24] eher positiv; eine große, epische Geschichte
- Die Welt, 20. Januar 2009, S. 25, von Hanns-Georg Rodek: Dies ist nicht mein Kind
(eher positiv)